# Vulkanizace

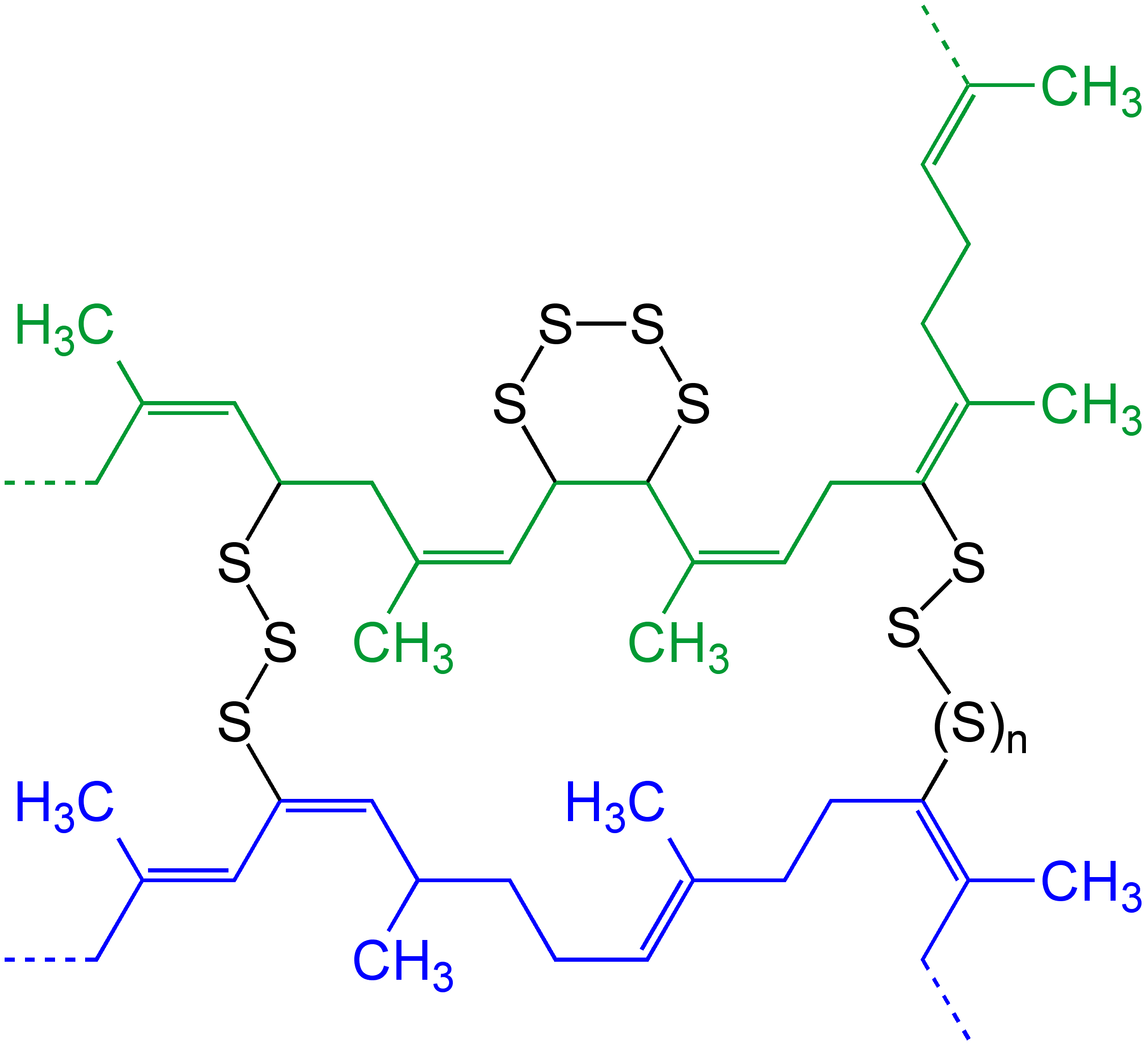
Vulkanizace: kaučuk a síra spolu vytváří síťové spoje

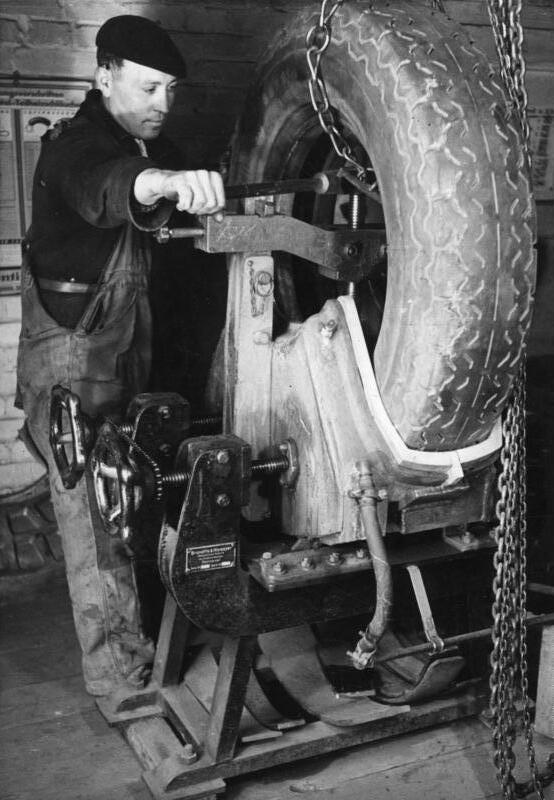
Vulkanizační dílna v Berlíně, 1946

Vulkanizace je chemická reakce, při které dochází k řídkému zesíťování syntetických molekul nebo přírodních kaučuků, čímž získávají větší pružnost. V místech, kde v uhlíkových řetězcích polymeru zůstaly dvojné vazby, vznikají při vulkanizaci polysulfidové můstky.
Opačná reakce se nazývá devulkanizace.

## Metoda
Nejprve je třeba vytvořit, zamíchat kaučukovou směs. Příprava směsi probíhá pomocí dvou proti sobě se točících válců, mezi něž je vsunut kaučuk, jenž je opásán kolem jednoho z válců a jsou do něj vmíchány saze, olej, síra (umožňuje vulkanizaci) a další přísady. Modernější postup výroby je pomocí hnětacích strojů.
Zamíchaná směs jde na páskovací válec, kde se páskuje pro použití ve vstřikovacích strojích (pro použití na těsnění a vše vyráběné na lisech) nebo v lisech. Odtud odchází do lisů, kde je směs stlačena a vulkanizována při teplotách obvykle 130–160°C. Vulkanizovanou pryž již nelze tvarovat či tavit.

## Využití
Vulkanizace se využívá např. při výrobě pneumatik, těsnění, některých typů podešví obuví a dalších pružných výrobků. Díky ní se opravují například poškozené pneumatiky.
Kaučuky jsou polymery, jejichž vytvrzování se nazývá vulkanizace. Vulkanizace je chemická reakce kaučukové směsi, která probíhá při teplotách kolem 200 °C. Aby reakce proběhla, musí kaučuková směs obsahovat vulkanizační činidlo. Důležitým vulkanizačním činidlem je síra, která dokáže spojit molekuly polymeru příčnými vazbami. Produkt vulkanizace se nazývá pryž. Pryže mají výborné mechanické vlastnosti, a díky velké elastické deformaci snesou velké tahové namáhání. Jsou pružné a odolné proti cyklickému namáhání. Nepropouští vodu a jsou stálé i při některých chemických reakcích. V elektronice nacházejí uplatnění díky dobrým izolačním vlastnostem. Z kaučuků na bázi nenasycených uhlovodíků izoprenu a butadienu se vyrábějí pneumatiky, hadice, těsnění, dopravní pásy, fólie a další. Olejovzdorné kaučuky se přidávají do pohonných látek a olejů, protože jejich přítomnost snižuje bobtnavost. Přidáním do pevných látek roste jejich tvrdost. Polychloreprenový kaučuk je rovněž olejovzdorný, odolává větru a působení ozonu a má výbornou adhezi k spoustě materiálů. Tato vlastnost z něj činí velmi dobrý materiál pro lepidla. Tepluvzdorné kaučuky našly uplatnění díky odolnosti vůči dlouhotrvajícím vysokým teplotám kolem 250 °C. Styrenový kaučuk je nejpoužívanějším syntetickým kaučukem, tvoří víc než 50 % veškeré spotřeby všech kaučuků. Vzniká z butadienu a styrenu.

## Historie
Objevitelem vulkanizace byl Američan Charles Goodyear. V roce 1844 si nechal patentovat postup vulkanizace přírodního kaučuku a odstartoval tak celosvětovou poptávku po latexu z kaučukovníku brazilského.